# Oliver Geisselhart

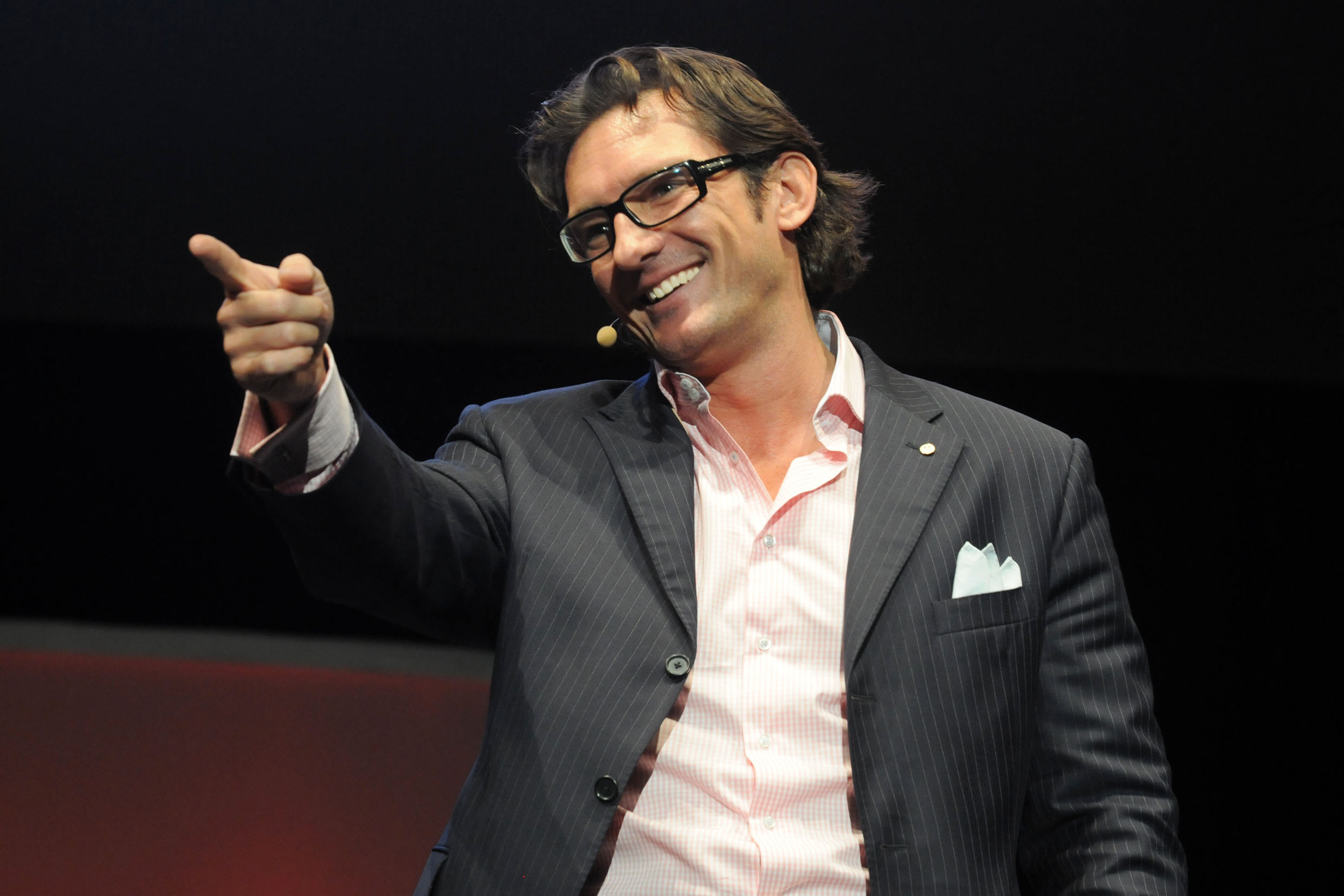
Oliver Geisselhart

Oliver Geisselhart (* 9. November 1967 in Tettnang) ist ein deutscher Autor und Gedächtnistrainer.

## Werdegang
Geisselhart absolvierte ein Studium zum Diplom-Betriebswirt in Bielefeld mit dem Schwerpunkt Marketing und Personalführung. Während des Studiums war er als Vortragsredner und Seminarleiter tätig und arbeitete als Vertriebsleiter eines Unternehmens. 1996 gründete Geisselhart die Teamgeisselhart GmbH.

## Publikationen
Bücher
- Kopf oder Zettel? Ihr Gedächtnis kann wesentlich mehr als Sie denken, Gabal Verlag, 2005, ISBN 978-3-89749-561-6 (inklusive Lern-CD-Rom)
- Notizbuch im Kopf. So merken Sie sich alles, Gräfe und Unzer Verlag, 2009, ISBN 978-3-8338-1600-0.
- Souverän freie Reden halten. Die Power der Memo-Rhetorik, Gabal Verlag, 2003, ISBN 978-3-89749-363-6.
- Gedächtnis-Power für Verkäufer (zus. mit Roland R. Geisselhart, Christiane Burkart), Orell Füssli Verlag, 1999, ISBN 978-3-280-02622-9.
- 30 Minuten Power-Gedächtnis, Gabal Verlag, 2012, ISBN 978-3-86936-317-2.
- Power-Tool Gedächtnis. Die Techniken der Weltmeister, die modernsten Erkenntnisse (zus. mit Roland R. Geisselhart), Walhalla u. Praetoria Verlag, 2010, ISBN 978-3-8029-4631-8.
- Oliver Geisselhart: ...; in: Stefan Frädrich (Hrsg.): Business Book of Horror, Gabal Verlag, 2008, ISBN 978-3-89749-844-0.
- Best of Geisselhart" – Die erfolgreichste Strategie des Gedächtnistrainings (zus. mit Roland R. Geisselhart), Orell Füssli, 2013, ISBN 978-3-280-05488-8.
- Schieb das Schaf. Mit Wortbildern hundert und mehr Englischvokabeln pro Stunde lernen, mvg Verlag, 2012, ISBN 978-3-86882-258-8.
- Liebe am O(h)r. Mit Wortbildern hundert und mehr Spanischvokabeln pro Stunde lernen, mvg Verlag, 2012, ISBN 978-3-86882-282-3.
- Lutsche das Licht. Mit Wortbildern hundert und mehr Italienischvokabeln pro Stunde lernen, mvg Verlag, 2013, ISBN 978-3-86882-432-2.
- Wasch die Kuh. Mit Wortbildern hundert und mehr Französischvokabeln pro Stunde lernen, mvg Verlag, 2013, ISBN 978-3-86882-468-1.
- Kaputt ist der Kopf. Mit Wortbildern hundert und mehr Lateinvokabeln pro Stunde lernen, mvg Verlag, 2014, ISBN 978-3-86882-529-9.
- Mannis Geld. Mit Wortbildern hundert und mehr Businessenglisch-Vokabeln pro Stunde lernen, mvg Verlag, 2018, ISBN 978-3-86882-912-9.

CD/DVD
- Audio-DVD-Selbstlehrgang: Das „Geisselhart Gedächtnis Paket“, Aufsteiger, 2009, ISBN 978-3-905357-69-1 (Arbeitsbuch, Übungsposter, 6 Audio-CDs, 1 Live-Mischnitt-DVD, 1 Bildschirmschoner-CD,  2 Bonus Audio-CDs, 1 MP3-Dateien-CD)
- CD-ROM: PC-Seminar „Kopf oder Zettel?“ (1 CD-Rom + Booklet)
- Hörbuch: „Souverän freie Reden halten – Die Power der Memo-Rhetorik“ – , Gabal Verlag, 2010, ISBN 978-3-86936-148-2 (4 Audio-CDs)